# Arkitekthøjskolen ved Umeå universitet
Arkitekthøjskolen ved Umeå universitet (svensk: Arkitekthögskolan vid Umeå universitet) er en akademisk institution ved Umeå Universitet i Umeå i det nordlige Sverige som siden 2009 har udbudt en uddannelse i arkitektur.
Arkitekthøjskolen er en af Sveriges fire arkitektuddannelser med fuldgyldige arkitekteksamener. Til forskel fra tidligere arkitekthøjskoler har denne et udtalt kunstnerisk fokus mod bæredygtig udvikling og integreret design, og har som mål at blive "et internationalt laboratorium for eksperimentel arkitektur". Den første rektor for højskolen var den danske arkitekt Peter Kjær (2009–2013). Fra februar 2013 var Örjan Wikforss fungerende rektor i 10 uger. Fra 2014–2019 var Ana Betancour Arkitekthøjskolens rektor. Fra efteråret 2019 til efteråret 2023 var Mikael Henningsson skoleleder hvorefter Cornelia Redeker overtog rollen.
Det fem-årlige arkitektprogram påbegyndtes i efteråret 2009 i midlertidige lokaler i Tullmagasinet i det centrale Umeå, men flyttede fra efterårsterminen 2010 ind i en ny bygning ved siden af Designhøjskolen og Kunsthøjskolen, på det område der løbende udbygges til Umeå kunstcampus. Den nye bygning er resultatet af et samarbejde mellem White arkitekter og Henning Larsen Architects.
Masterudannelsen startede i efterårsterminen 2010.
Andre svenske arkitektuddannelser udbydes af KTH, Chalmers og Lunds tekniska högskola.